# Municipio de Wayne (condado de Marion)
El municipio de Wayne (en inglés: Wayne Township) es un municipio ubicado en el condado de Marion en el estado estadounidense de Indiana. En el año 2010 tenía una población de 136828 habitantes y una densidad poblacional de 1.072,22 personas por km².

## Geografía
Según la Oficina del Censo de los Estados Unidos, tiene una superficie total de 127.61 km², de la cual 126.53 km² corresponden a tierra firme y (0.85%) 1.08 km² es agua.

## Demografía
Según el censo de 2010, había 136828 personas residiendo en el municipio de Wayne. La densidad de población era de 1.072,22 hab./km². De los 136828 habitantes, el municipio de Wayne estaba compuesto por el 59.29% blancos, el 25.47% eran afroamericanos, el 0.47% eran amerindios, el 1.42% eran asiáticos, el 0.05% eran isleños del Pacífico, el 10.17% eran de otras razas y el 3.13% pertenecían a dos o más razas. Del total de la población el 16.74% eran hispanos o latinos de cualquier raza.